# テイデ山
テイデ山（テイデさん、Teide）もしくはピコ・デル・テイデ（Pico del Teide）は、カナリア諸島のテネリフェ島にある、スペイン領内最高峰に当たる火山。テイデ山とその周辺は、「テイデ国立公園」という面積18,900ヘクタール あまりを持つ国立公園になっており、2007年にはユネスコの世界遺産に登録された。
海抜の標高は3,718メートルで、近海の海底からの高さはおよそ7,500メートルであり、スペイン領内最高峰であるとともに、大西洋の島にある山としても最高峰である。テネリフェ島それ自体が地球で第三位の規模を持つ火山になっていることから、テネリフェ島は世界第三位の火山島でもある、また、テネリフェは標高も火山島として世界第三位になっている。
噴火を繰り返してきた歴史と人口密集地に近いことから、国際火山学地球内部化学会によって、テイデ山は将来起こりうる自然災害に備えるための緊密な研究が要請される防災十年火山（Decade Volcanoes) のひとつに指定されていた。

## 語源
テイデという名前は、グアンチェ族の言葉で「地獄」を意味する「エチェイデ」（Echeide）に由来する。実際、現地民にとっては、テイデ山周辺は禁忌の場所と見なされてきた。神話によれば Guayota という名前の悪魔がここに住んでいた。

## 歴史

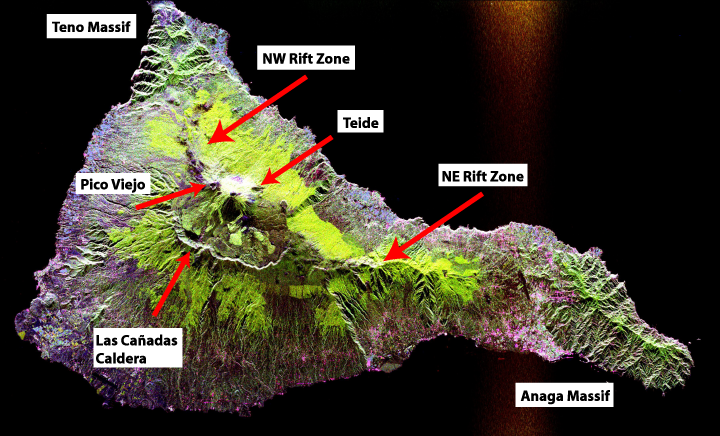
テイデ山の航空写真

テイデ3D

最初の頂上到達は、エドマンド・スコーリー卿 (Sir Edmund Scory) によって、1582年に達成された。
テイデは現在は活動を休止しているが、歴史上何度も噴火を繰り返してきた。最も直近の噴火は、西斜面の噴出孔から噴火した1909年のものである。歴史上甚大な被害をもたらした噴火は、1704年、1705年、1706年のものである。この時はガランチコ (Garachico) の町と主要港を壊滅させ、ほかの小さな村のいくつかも滅ぼした。1798年にも、甚大な被害をもたらした噴火は起こっている。 
およそ15万年前には、記録に残っているものよりも大規模な噴火が起こったとされ、このときに標高2,000メートル地点の巨大なカルデラ「ラス・カニャダス」(Las Cañadas) が形成された。このカルデラは、東西15km、南北10キロメートルに及ぶものであり、その南部の構造物である「グアハラ」（Guajara）では、絶壁が標高2,100メートルから2,715メートル地点まで屹立している。標高3,718メートルのテイデ山頂自体も、その兄弟峰である成層火山のピコ・ビエホ（Pico Viejo, 標高3134メートル）も、ともにカルデラの北半分に位置し、この先史的な噴火に続く一連の噴火で形成されたものである。

## 植物相
テイデ山は、植物の固有種の多さでも特記される。例としては、エニシダの一種であるテイデエニシダ（Cytisus supranubius, Retama del Teide）、ムラサキ科の一種で3メートルにもなるエキウム・ウィルドプレッティ、アラセイトウの一種である Erysimum scoparium などである。火山の中腹部にあたる標高1000 - 2000メートル地域には、カナリーマツ（Pino Canario）の森林が広がっている。

## アクセス
火山、およびカルデラ「ラス・カニャダス」を含む周辺は、「テイデ国立公園」として保護されている。アクセスは、北東から南西へと延びる公道による。公的なバス・サービスであるTITSA（テネリフェ都市間輸送）によって、テイデ - プエルト・デ・ラ・クルス（Puerto de la Cruz）間、テイデ - プラヤ・デ・ラス・アメリカス（Playa de las Americas）間のバスが、毎日運行されている。標高2,356メートル地点の道端からはロープウェーが出ており、頂上近くの3,555メートルまで行くことができる。ただし、頂上それ自体には、立ち入りの制限があり、立入許可証（これはサンタ・クルス・デ・テネリフェにある公園事務局で手に入る）は、頂上までの残り200メートルほどは自力で登ることを義務付けている。
国立公園内には、礼拝堂付きの国営観光ホテルがある。

Panorama from the Roques de García